# Haláltánc (műfaj)

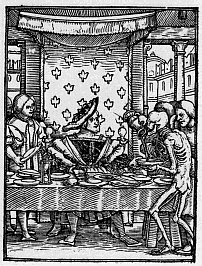
Részlet Holbein Haláltánc-sorozatából (1524-26)

A haláltánc a középkor irodalmának és művészetének egyik kedvenc motívuma. A 14-17. században dúló pestisjárványok lehetnek a haláltánc-motívum elterjedtségének alapjai. A haláltánc lényege a halál előtti egyenlőség gondolata. A halált ábrázoló csontvázak táncra kérik a kiszemelt áldozatot, pápától királyokon át a jobbágyokig. Ennek a témának a magyar kódexekben is van nyoma.

## A képzőművészetben
Legnépszerűbb képzőmüvészeti kifejezést a haláltánc-motívum Hans Holbein művészetében talált.

## Az irodalomban
Ismert irodalmi feldolgozása Johann von Saaz műve: Ackermann aus Böhmen és a Hofmannsthal által restaurált Jedermann. 

## A zenében
- Liszt Ferenc: Haláltánc
- Iron Maiden: Dance Of Death
- Meteora feat Chris Harms: Danse Macabre

## Forrás
- Uj Lexikon 3. FER-IRA (Budapest, 1936) 103. old.